# 5e regering van Israël
De 5e regering (ook bekend als het kabinet–Sharett I) was de uitvoerende macht van de Staat Israël van 26 januari 1954 tot 29 juni 1955. Premier Moshe Sharett (Mapai) stond aan het hoofd van een coalitie van Mapai, de Verenigde Zionisten, de Nationaal-Religieuze Partij en de Progressieve Partij.

## Ambtsbekleders
| Ambtsbekleder                   | Ambtsbekleder          | Ambtsbekleder                                      | Functie                                       | Ambtstermijn     | Ambtstermijn     | Partij                       |
| ------------------------------- | ---------------------- | -------------------------------------------------- | --------------------------------------------- | ---------------- | ---------------- | ---------------------------- |
|                                 | Moshe Sharett          | Moshe Sharett משֶׁה שָרֵת (1894–1965)                  | Premier                                       | 26 januari 1954  | 3 november 1955  | Mapai                        |
| Minister van Buitenlandse Zaken | Moshe Sharett          | Moshe Sharett משֶׁה שָרֵת (1894–1965)                  | 14 mei 1948                                   | 18 juni 1956     |                  | Mapai                        |
|                                 | Pinhas Lavon           | Pinhas Lavon פנחס לבון (1904–1976)                 | Minister van Defensie                         | 26 januari 1954  | 21 februari 1955 | Mapai                        |
|                                 | David Ben-Gurion       | David Ben-Gurion דָּוִד בֶּן-גּוּרִיּוֹן (1886–1973)         | Minister van Defensie                         | 21 februari 1955 | 26 juni 1963     | Mapai                        |
|                                 | Israel Rokach          | Israel Rokach ישראל רוקח (1896–1959)               | Minister van Binnenlandse Zaken               | 24 december 1952 | 29 juni 1955     | Verenigde Zionisten          |
|                                 | Levi Eshkol            | Levi Eshkol לֵוִי אֶשְׁכּוֹל (1895–1969)                  | Minister van Financiën                        | 25 juni 1952     | 26 juni 1963     | Mapai                        |
|                                 | Pinchas Rosen          | Pinchas Rosen פנחס רוזן (1887–1978)                | Minister van Justitie                         | 24 december 1952 | 13 februari 1956 | Progressieve Partij          |
|                                 | Fritz Bernstein        | Fritz Bernstein פריץ ברנשטיין (1890–1971)          | Minister van Economie                         | 24 december 1952 | 29 juni 1955     | Verenigde Zionisten          |
|                                 | Josef Serlin           | Josef Serlin יוסף סרלין (1906–1974)                | Minister van Volksgezondheid                  | 30 december 1952 | 29 juni 1955     | Verenigde Zionisten          |
|                                 | Golda Meïr             | Golda Meïr גּוֹלְדָּה מֵאִיר (1898–1978)                  | Minister van Arbeid                           | 10 maart 1949    | 18 juni 1956     | Mapai                        |
|                                 | Chaim-Moshe Shapira    | Chaim-Moshe Shapira חיים משה שפירא (1902–1970)     | Minister van Sociale Zaken en Welzijn         | 24 december 1952 | 1 juli 1958      | Nationaal- Religieuze Partij |
| Minister van Religieuze Zaken   | Chaim-Moshe Shapira    | Chaim-Moshe Shapira חיים משה שפירא (1902–1970)     | 8 oktober 1951                                |                  | 1 juli 1958      | Nationaal- Religieuze Partij |
|                                 | Ben-Zion Dinur         | Ben-Zion Dinur בן ציון דינור (1884–1973)           | Minister van Onderwijs en Cultuur             | 8 oktober 1951   | 3 november 1955  | Mapai                        |
|                                 | Josef Sapir            | Josef Sapir יוסף ספיר (1902–1972)                  | Minister van Vervoer                          | 30 december 1952 | 29 juni 1955     | Verenigde Zionisten          |
|                                 | Fritz Naftali          | Fritz Naftali פריץ נפתלי (1888–1961)               | Minister van Landbouw                         | 25 juni 1952     | 3 november 1955  | Mapai                        |
|                                 | Dov Yosef              | Dov Yosef דב יוסף (1899–1980)                      | Minister van Ontwikkelingen                   | 15 juni 1953     | 3 november 1955  | Mapai                        |
|                                 | Bechor-Shalom Sheetrit | Bechor-Shalom Sheetrit בכור-שלום שטרית (1895–1967) | Minister van Openbare Veiligheid              | 14 mei 1948      | 2 januari 1967   | Mapai                        |
|                                 | Yosef Burg             | Yosef Burg יוסף בורג (1909–1999)                   | Minister van Communicatie                     | 24 december 1952 | 1 juli 1958      | Nationaal- Religieuze Partij |
|                                 | Zalman Aran            | Zalman Aran זַלְמָן אֲרָן (1899–1970)                   | Minister zonder portefeuille (Algemene Zaken) | 26 januari 1954  | 29 juni 1955     | Mapai                        |